# Szkapa (wierzchołek)
 Szkapa (niem. Gaulkuppen) – wierzchołek (740 m n.p.m.) w południowo-zachodniej Polsce, w Sudetach Środkowych.
Wierzchołek szczytu Kobylec położony w środkowej części Gór Sowich, zbudowany z prekambryjskich paragnejsów i migmatytów, porośnięty lasem buko-świerkowym. Przez przełęcz poniżej wiedzie droga 384 Wolibórz - Dzierżoniów. 